# 約翰敦 (喬治亞州)
約翰敦（英語：Johntown）是位於美國喬治亞州道生縣的一個鬼鎮。由於此地已於1944年被荒廢，本地已無人居住。

## 地理
約翰敦的座標為34°31′33″N 84°15′08″W / 34.52583°N 84.25222°W，而該地的平均海拔高度為467米（即1532英尺）。